# Camellia sinensis

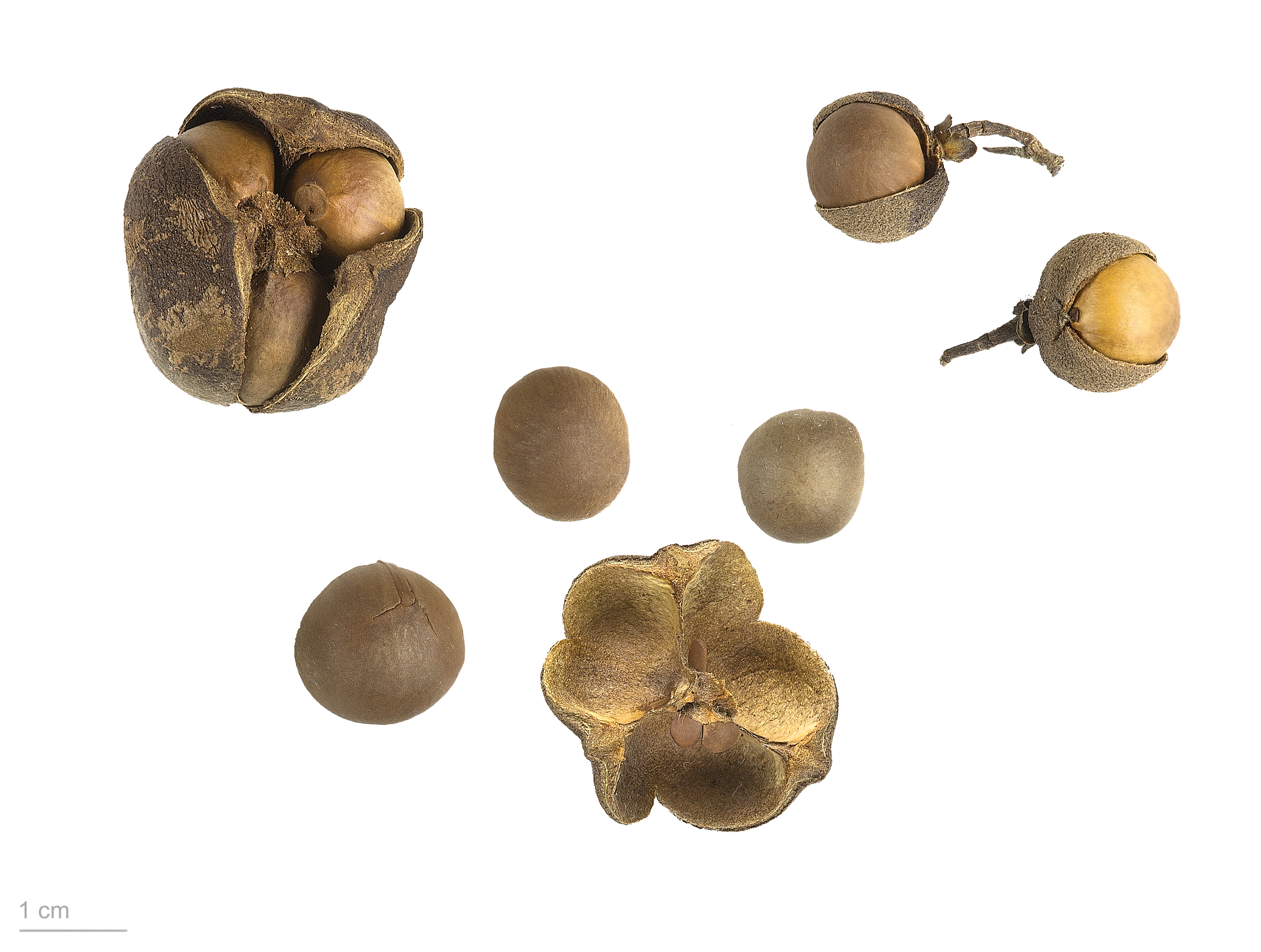
Camellia sinensis - MHNT

Camellia sinensis é uma espécie da família Theaceae, popularmente conhecida como chá e chá-da-índia. Foi, originalmente, descrita por Lineu como Thea sinensis, mas este nome caiu em desuso quando se notou que os gêneros Thea e Camellia não apresentavam diferenças significativas entre si. É uma árvore de até 15 metros de altura, nativa das florestas do nordeste da Índia e sul da China.
Apesar da altura máxima elevada, as podas constantes evitam que ultrapasse 1,5 metros, e os indivíduos cultivados desta maneira raramente florescem. Possui folhas oblongas, escuras, lustrosas, com nervuras bem-marcadas nas superfícies, de margem inteiramente denteada, e as folhas mais novas são cobertas de pequenos tricomas brancos. As flores surgem solitárias ou aos pares nas axilas das folhas. São pequenas, com pétalas brancas e perfumadas, possuem muitos estames e um pistilo com 3 estigmas.
Os frutos são cápsulas pequenas, globosas, com 1 a 3 sementes também globosas. É possível produzir óleo para o consumo humano a partir das sementes desta planta. Existem variedades, como a C. sinensis var. assamica, comum na Índia, que produz as árvores mais altas e com as maiores folhas, além de um chá preto com enorme concentração de cafeína. A variedade sinensis é a mais comumente cultivada.

## Etimologia
"Chá" é originário do termo chinês chá.

## Áreas de cultivo no mundo

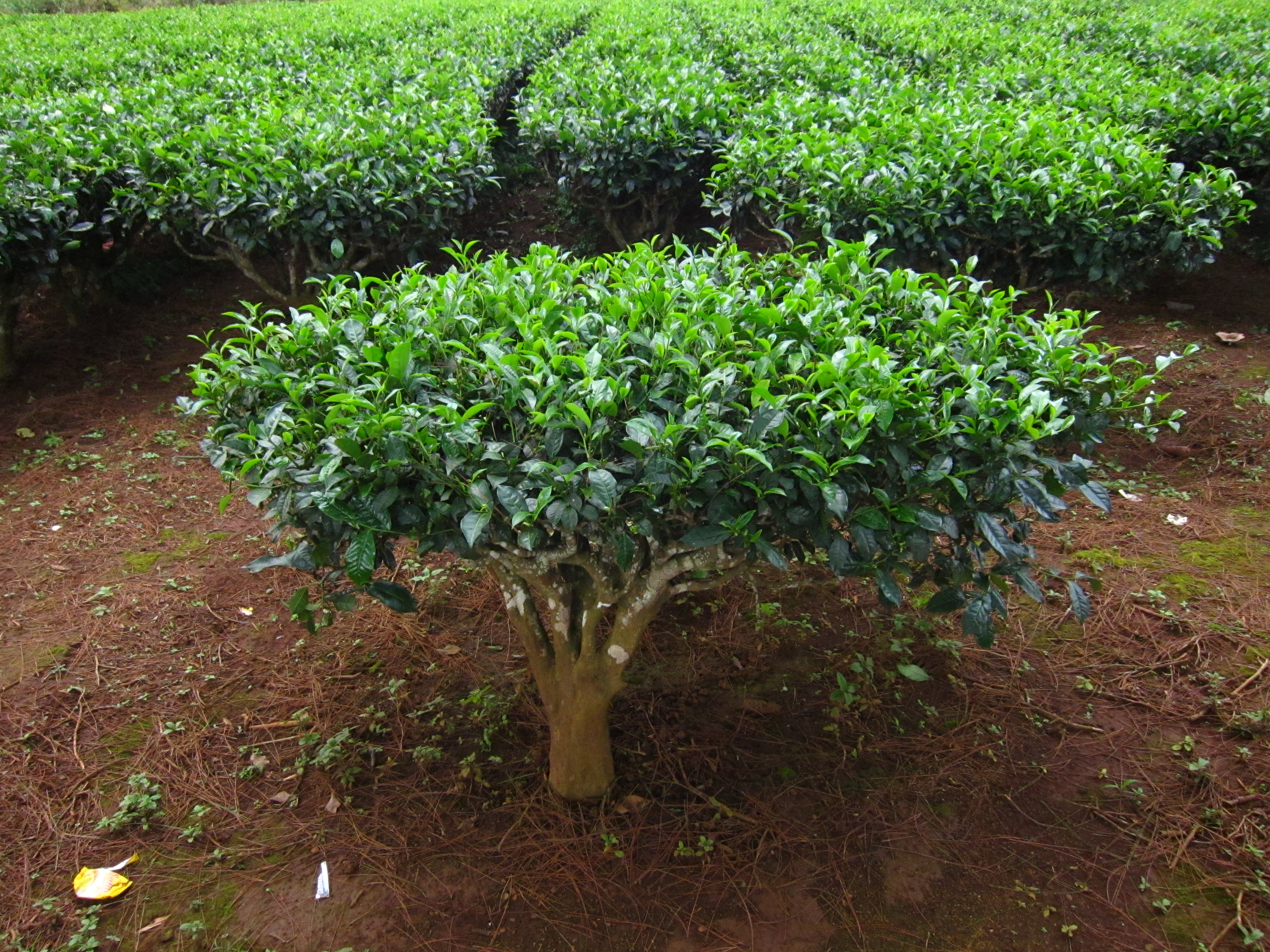
Camellia sinensis Tiếng Việt: Cây chè; Chinês: 綠茶 - lǜchá

Esta espécie é extensivamente cultivada no mundo, particularmente em Sri Lanka, Índia, China, Japão, Taiwan, Quênia, Camarões, Tanzânia e Malawi.

### No Brasil

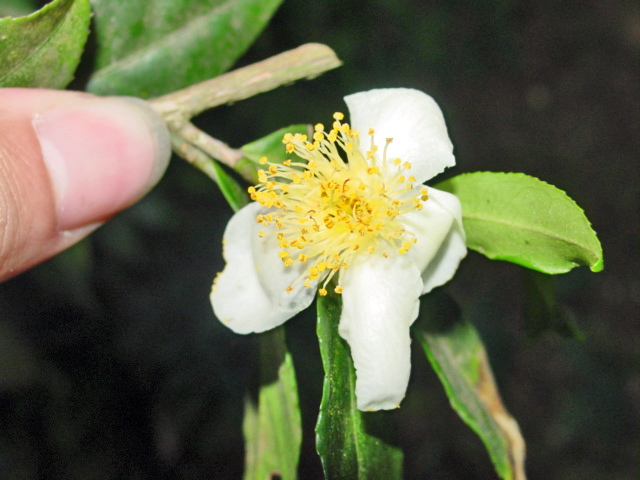
Flor de Camellia sinensis

No Brasil há poucas plantações, mas já foram observados exemplares crescendo na mata sem a interferência humana, o que mostra que o clima deste país é muito favorável à plantação de chá em larga escala. Frequentemente, o cultivo da Camellia sinensis no Brasil está associado a colônias japonesas, como ocorre no município de Registro, localizado na região sul-atlântica, no interior do estado de São Paulo.

### Portugal
No arquipélago dos Açores esta planta é cultivada em algumas plantações, sobretudo na ilha de São Miguel e essas são as únicas plantações de chá de Camellia sinensis conhecidas em toda a Europa.

## Solo e clima
Seu cultivo depende de solo fértil, ácido e bem irrigado, sob sol pleno ou luz solar filtrada. Necessita de calor moderado, por isso tem sido plantada nos trópicos junto a montanhas e planaltos com até 1.600 metros de altitude. É produzido em maior ou menor escala em todas as áreas tropicais e semitropicais do mundo.

## Tipos de chá
Esta mesma espécie dá origem a milhares de chás diferentes, de acordo com as condições de cultivo, coleta, preparo e acondicionamento das folhas. No entanto, todos esses produtos podem ser divididos em cinco categorias distintas: chá branco (0% oxidado, produzido com o broto e as mais tenras folhas, mais raro e caro), chá verde (0% oxidado), chá amarelo (com processo semelhante ao do chá verde, mas com uma etapa a mais, de amarelamento das folhas), chá oolong (com oxidação entre 15 e 85%, basicamente ficando entre o chá verde e o preto), chá escuro (o único que passa por um processo de fermentação) e chá preto (100% oxidado).

## Uso medicinal
O chá verde (綠茶 Lǜ Chá), produzido a partir das folhas da planta Camellia sinensis, é tradicionalmente usado como medicamento na China há milhares de anos. De acordo com o trabalho clássico de Li Shizhen (李時珍 Lǐ Shí Zhēn) da dinastia Ming, “o chá é frio e diminui o fogo”. Como o fogo (inflamação) causa muitas doenças, o chá poderia ser eficaz na prevenção de muitas doenças? Na medicina tradicional chinesa e indiana, os praticantes usavam o chá verde como estimulante, diurético (para promover a excreção de urina), adstringente (para controlar o sangramento e ajudar a curar feridas) e para melhorar a saúde do coração. Outros usos tradicionais do chá verde incluem tratar a flatulência (gás), regular a temperatura corporal e o açúcar no sangue, promover a digestão e melhorar os processos mentais.
Esta espécie tem sido estudada por farmacólogos e bioquímicos pelas propriedades observadas no chá. Descobriram-se substâncias nesta planta capazes de combater úlceras, espasmos musculares, hipertensão, apatia, certas infecções bacterianas, e bloquear a replicação do vírus Influenza Humano tipo A e do HIV-1. Uma das razões para a incapacidade de demonstrar um efeito preventivo do chá, evidenciado por alguns estudos epidemiológicos, se realizados a partir de estudos experimentais com animais é a menor quantidade de consumo de chá em humanos.

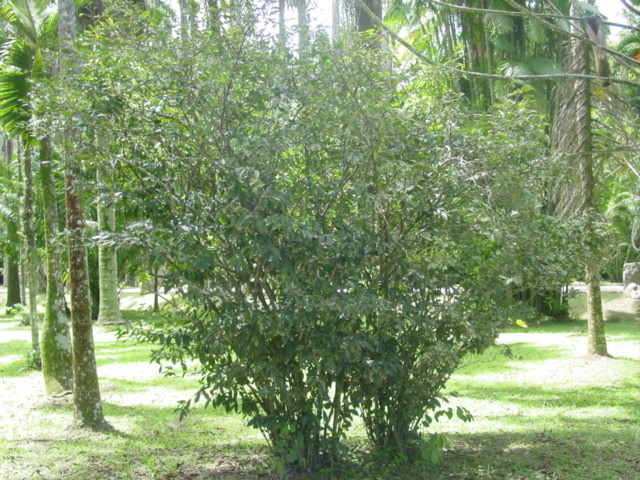
Aspecto arbustivo da Camellia sinensis

Senger et al destacam ainda que apesar da possibilidade de o chá verde ser capaz de contribuir para a redução do risco de doenças cardiovasculares e algumas formas de câncer, bem como promover outros benefícios à saúde, é ressaltar que o chá verde também pode apresentar efeitos adversos tipo: problemas gastrointestinais como obstipação e irritação gástrica, diminuição do apetite, insônia, hiperatividade, nervosismo, hipertensão entre outros.

## Planta ornamental
Há uma variedade com flores rosadinhas destinada à ornamentação de jardins.